# Prétendants de Pénélope
Pour les articles homonymes, voir Prétendant.

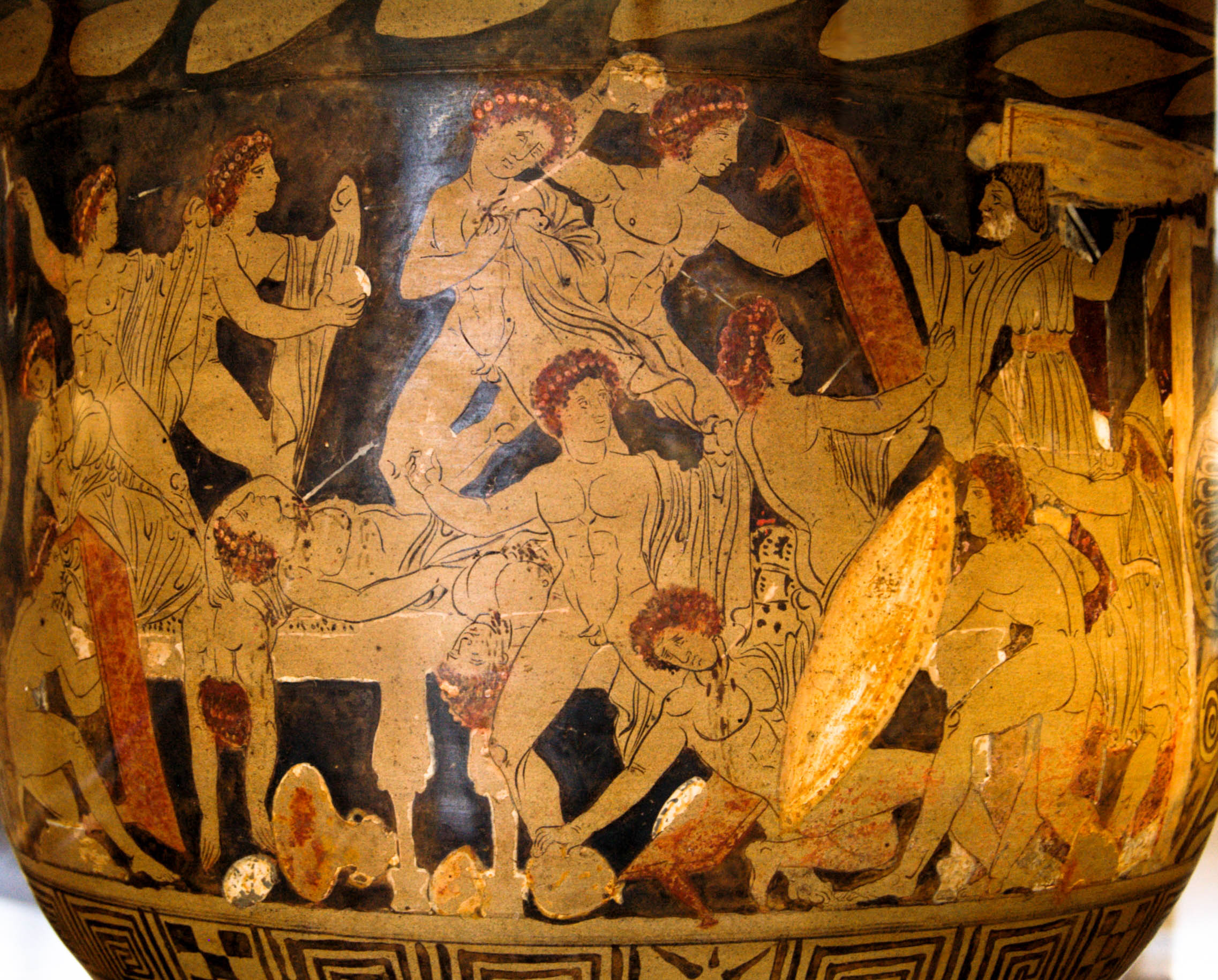
Massacre des prétendants par Ulysse et Télémaque, cratère campanien à figures rouges, v. 330 av. J.-C., musée du Louvre (CA 7124).

Les prétendants de Pénélope sont, dans la mythologie grecque, les nobles venus d'Ithaque et d'autres îles grecques qui courtisent Pénélope, épouse du roi de l'île, Ulysse, pendant l'absence de celui-ci. Ils apparaissent pour la première fois dans l’Odyssée d'Homère. Ulysse reste dix ans éloigné d'Ithaque pour prendre part à la guerre de Troie, puis erre sur les mers pendant dix autres années avant de regagner son pays. Pendant ce temps, les prétendants investissent le palais d'Ulysse et pressent Pénélope de se remarier avec l'un d'eux. Ils sont tous tués par Ulysse à son retour.

## Dans l'Antiquité

### Les prétendants dans l’Odyssée

#### Noms et caractéristiques
Les prétendants sont les « méchants » de l’Odyssée : ils sont dépeints comme des personnages orgueilleux, violents et impies, irrespectueux des usages de l'hospitalité, qui occupent le palais d'Ulysse et pillent ses vivres en son absence, tout en exerçant un chantage sur Pénélope pour l'obliger à épouser l'un d'eux. Ils massacrent le bétail d'Ulysse, boivent son vin et couchent avec certaines servantes. La plupart du temps, ils sont évoqués en groupe, parlent et agissent comme un personnage collectif ; mais plusieurs prétendants sont nommés et quelques-uns sont distingués comme des personnages à part entière, en particulier Antinoos et Eurymaque, qui apparaissent de fait comme les chefs du groupe. De rares prétendants, comme Léiodès et Amphinomos, apparaissent plus modérés et respectueux des usages, mais ils sont massacrés par Ulysse comme les autres.
Au chant XVI de l’Odyssée, Télémaque avertit son père Ulysse que les prétendants sont très nombreux et tous vigoureux : cinquante-deux viennent de Doulichion, vingt-quatre de Samé (en), vingt de Zante et douze d'Ithaque. À ce nombre viennent s'ajouter des serviteurs, six pour les prétendants venus de Doulichion, plus le héraut Médon et l'aède Phémios. C'est donc, en tout, plus d'une centaine d'adversaires qu'Ulysse doit affronter à son retour.
Les prétendants nommés dans l’Odyssée sont, par ordre d'apparition :
- Antinoos, fils d'Eupithès (chant I)[8],
- Eurymaque, fils de Polybe (chant I)[9],
- Léocrite, fils d'Événor (chant II)[10],
- Amphinomos fils de Nisos, venu de Doulichion (chant XVIII)[11] ;
- Eurydamas (chant XVIII)[12],
- Pisandre, fils de Polyctor (chant XVIII)[13],
- Ctésippe, fils de Polytherse, venu de Samé (chant XX)[14],
- Agélaos, fils de Damastor (chant XX)[15],
- Léiodès, fils d'Œnops (chant XXI)[16],
- Eurynomos, fils d'Égyptios (chant XXII)[17],
- Amphimédon (chant XXII)[17],
- Démoptolème (chant XXII)[17],
- Polybe (chant XXII)[18],
- Euryade (chant XXII)[19],
- Élatos (chant XXII)[19].

#### Machinations et échec des prétendants

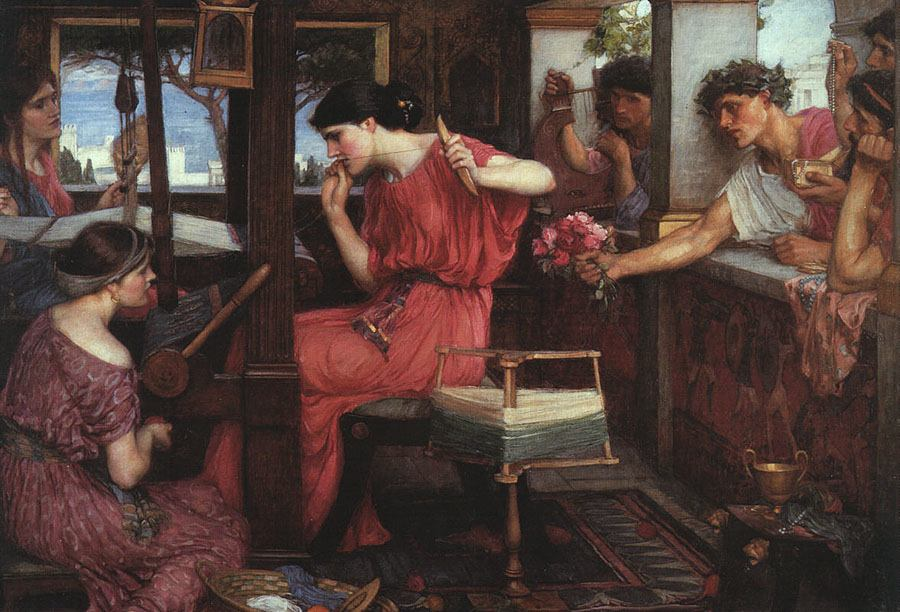
John William Waterhouse, Pénélope et les prétendants, huile sur toile, 1912.

Pendant l'absence d'Ulysse, Pénélope gagne du temps avec les prétendants en employant une ruse : elle affirme qu'elle reprendra un époux lorsqu'elle aura terminé de tisser un suaire pour Laërte, le père d'Ulysse ; en réalité, elle défait chaque nuit son travail de la journée, de sorte que l'ouvrage n'avance pas. Pénélope trompe ainsi les prétendants pendant trois années, mais ils finissent par découvrir la supercherie grâce à une servante complice.
Durant la vingtième année d'absence d'Ulysse, lorsque son fils Télémaque part rendre visite à Nestor à Pylos puis à Ménélas à Lacédémone (Sparte) afin de recueillir des informations sur ce qu'est devenu son père, les prétendants tentent de lui tendre un guet-apens afin de le tuer à son retour. Cependant, après un séjour d'un mois à Sparte, Télémaque rentre à Ithaque sans encombre grâce à l'aide d'Athéna et ne croise pas les prétendants.
À son retour, Ulysse commence par se déguiser en mendiant afin d'observer la situation au palais et de préparer sa vengeance. Au chant XXII, Ulysse, aidé de Télémaque, du porcher Eumée et du bouvier Philétios, les affronte et les massacre avec l'aide des dieux, en particulier d'Athéna. Cet épisode est appelé la « Mnestérophonie » (« meurtre des prétendants »). Après leur massacre, les âmes des prétendants sont guidées vers l'Hadès par Hermès et y rejoignent les morts de la guerre de Troie.

### Dans la littérature grecque après l’Odyssée
À l'époque classique, une trilogie de tragédies perdues d'Eschyle dont les seuls titres nous sont parvenus et qui se composait de Ceux qui évoquent les âmes (Psychagôgoi), Pénélope et Les Ramasseurs d'os (Ostologoi), évoquait probablement le massacre des prétendants (peut-être à la fin de Pénélope) et l'arrivée de leurs familles venues rassembler leurs restes pour les enterrer (dans les Ostologoi), mais on ne sait presque rien de ces pièces disparues.
Une longue liste des prétendants figure dans l'épitomé de la Bibliothèque du Pseudo-Apollodore.

### Dans la céramique
Dans la céramique attique du Ve siècle av. J.-C., plusieurs vases à figures rouges montrent les premières apparitions des prétendants de Pénélope dans les arts figurés. Un cratère à colonnettes conservé au musée archéologique de Syracuse les représente en train d'apporter des cadeaux à Pénélope. Un skyphos attique à figures rouges conservé au Musée de Pergame à Berlin représente le massacre des prétendants par Ulysse.

## Après l'Antiquité
Les scènes de l’Odyssée où apparaissent les prétendants ont été régulièrement représentées dans les arts, en particulier la peinture. En 1912, le peintre anglais préraphaélite John William Waterhouse peint un Pénélope et les prétendants, qui montre Pénélope occupée à tisser, retardant ainsi le moment de choisir un époux parmi les prétendants. L'épisode du massacre des prétendants par Ulysse a également donné lieu à plusieurs tableaux.